# Игумено-Чернов
Игумено-Чернов — исчезнувший хутор в Миллеровском районе Ростовской области.

## История
С ноября 1924 года — в составе Туриловского сельсовета.
По данным Всесоюзной переписи населения 1926 года — в Донецком округе Мальчевско-Полненского района Северо-Кавказского края РСФСР.

## Население
По данным Всесоюзной переписи населения 1926 года — население — 49 человек (22 мужчины и 27 женщин); все жители — украинцы.

## Инфраструктура
В 1926 году зафиксировано личное подсобное хозяйство (7 дворов).